# Big Island (Ohio)
Localização do Ohio nos E.U.A.
Big Island é um município localizado no Condado de Marion, Ohio, Estados Unidos. No ano 2010 tinha uma população de 1205 habitantes e uma densidade populacional de 13,19 pessoas por km².

## Geografia
O município de Big Island encontra-se localizado nas coordenadas 40° 36′ 12″ N, 83° 14′ 48″ O. Segundo o Departamento do Censo dos Estados Unidos, o município tem uma superfície total de 91.34 km², da qual 91,29 km² correspondem a terra firme e (0,05 %) 0,04 km² é água.
Situado na parte ocidental do concelho, tem fronteiras com os seguintes municípios:
- Salt Rock Township - norte
- Grand Prairie Township - nordeste
- Marion Township - leste
- Green Camp Township - sul
- Bowling Green Township - sudoeste
- Montgomery Township - oeste
- Grand Township - noroeste

Nenhumas freguesias estão localizadas em Big Island Township.

## Nome e história
Big Island foi criada em 1823, e ganhou o seu nome devido a um espaço de floresta que os primeiros colonizadores acreditavam deve ter sido localizado numa ilha. É a única Big Island Township do estado.

## Governo
O município é governado por uma comissão de três membros do conselho de administradores, que são eleitos no mês de novembro, em anos ímpares, para um mandato de quatro anos a ter início no primeiro dia do ano seguinte. Dois são eleitos no ano após a eleição presidencial americana e um é eleito no ano anterior. Há também um fiscal municipal eleito, que cumpre um mandato de quatro anos, com início em 1 de abril do ano subsequente ao da eleição ocorrida antes da presidencial. Vagas de fiscal municipal ou no conselho de administradores são preenchidos pelos administradores restantes.

## Demografia
Segundo o censo de 2010, tinha 1205 pessoas residindo no município de Big Island. A densidade de população era de 13,19 hab./km².